# Спенсер, Дороти
До́роти М. Спе́нсер (англ. Dorothy M. Spencer; 3 февраля 1903, Ковингтон, Кентукки, США — 23 мая 2002, Энсинитас, Калифорния, США) — американский монтажёр и актриса

. Номинантка на четыре премии «Оскар» (1940, 1952, 1964, 1975) в номинации «Лучший монтаж» за фильмы «Дилижанс» (1939, совместно с Ото Ловерингом), «Решение перед рассветом» (1951), «Клеопатра» (1963) и «Землетрясение» (1974) соответственно.

## Биография и карьера
Дороти М. Спенсер родилась 3 февраля 1903 года в Ковингтоне (штат Кентукки, США). Её старшая сестра, Джинн Спенсер (1897—1986), также была монтажёром и сценаристом.
Она вошла в киноиндустрию в 1924 году, когда она присоединилась к Лаборатории консолидированной промышленности. Она перешла в «Фокс», став сотрудником редакционного отдела. Работала в First National Studios, помогая редакторам Луи Леффлеру, Аль Де Гаетано и Айрин Морра. В «Фокс» она и Леффлер входили в состав редакционной группы, в которую также входили Барбара Маклин, Роберт Симпсон, Уильям Рейнольдс и Хью С. Фаулер.
20 июля 1933 года Спенсер вышла замуж за актёра Фрэнка МакХью, за которым была замужем 48 лет до его смерти 11 сентября 1981 года. У супругов было трое детей и двое внуков.
В 1940-х годах Спенсер редактировала «Иностранного корреспондента» (1940) и «Спасательную шлюпку» (1944) Альфреда Хичкока; последний показал особенно хорошо отредактированную работу Таллул Бэнкхед. Спенсер отредактировала четыре фильма режиссёра Эрнста Любича, начиная с «Быть или не быть» (1942), который ныне считается «одним из великих фарсов кино», и заканчивая последним, посмертным фильмом Любича «Эта дама в горностае» (1948). Спенсер также смонтировала художественный фильм, дебют режиссёра Элии Казана, «Дерево растёт в Бруклине» (1945).
Спенсер смонтировала фильм-катастрофу «Землетрясение» (1974), который стал последним из восьми её работ с режиссёром Марком Робсоном. В обзоре Variety о фильме говорилось: «...Землетрясение — это великолепная драматическая феерия, сочетающая блестящие спецэффекты с многосимвольной сюжетной линией...».
Эйлин Ковальски из Variety отмечает, что «действительно, многие великие монтажёры были женщинами: Диди Аллен, Верна Филдс, Тельма Скунмейкер, Энн В. Коутс и Дороти Спенсер». В 1989 году Спенсер была награждена премией американских киномонтажёров за достижения в карьере и стала одним из первых четырёх монтажёров, получивших эту премию.
Спенсер скончалась 23 мая 2002 года в Энсинитасе (штат Калифорния, США) на 94-м году жизни.